# Campionati del mondo di corsa in montagna 2015
I Campionati del mondo di corsa in montagna 2015 si sono disputati a Betws-y-Coed, in Gran Bretagna, il 19 settembre 2015 sotto il nome di "World Mountain Running Championships". Il titolo maschile è stato vinto da Fred Musobo, quello femminile da Stella Chesang. I mondiali di corsa in montagna sono, a partire dal 2009 compreso, una competizione riconosciuta ufficialmente dalla International Association of Athletics Federations (IAAF).

## Uomini seniores
Individuale
| Pos.    | Atleta            | Nazione     | Tempo  |
| ------- | ----------------- | ----------- | ------ |
| Oro     | Fred Musobo       | Uganda      | 49'00" |
| Argento | Bernard Dematteis | Italia      | 49'44" |
| Bronzo  | Robbie Simpson    | Regno Unito | 50'31" |
| 4       | Martin Dematteis  | Italia      | 50'41" |
| 5       | Joseph Gray       | Stati Uniti | 51'16" |
| 6       | Andrew Douglas    | Regno Unito | 51'18" |
| 7       | Xavier Chevrier   | Italia      | 51'36" |
| 8       | Jushua Mangusho   | Uganda      | 51'39" |
| 9       | Robert Chemonges  | Uganda      | 51'46" |
| 10      | Chris Smith       | Regno Unito | 51'49" |

Squadre
| Pos.    | Squadra     | Punti |
| ------- | ----------- | ----- |
| Oro     | Italia      | 25    |
| Argento | Uganda      | 38    |
| Bronzo  | Regno Unito | 46    |

## Uomini juniores
Individuale
| Pos.    | Atleta            | Nazione     | Tempo  |
| ------- | ----------------- | ----------- | ------ |
| Oro     | Ferhat Bozkurt    | Turchia     | 33'56" |
| Argento | Levi Thomet       | Stati Uniti | 35'50" |
| Bronzo  | Mustafa Göksel    | Turchia     | 35'53" |
| 4       | Davide Magnini    | Italia      | 36'03" |
| 5       | Abdullah Yorulmaz | Turchia     | 36'12" |
| 6       | Max Nicholls      | Regno Unito | 36'23" |
| 7       | Alberto Vender    | Italia      | 36'39" |
| 8       | Jacob Adkin       | Regno Unito | 36'42" |
| 9       | Ben Butler        | Stati Uniti | 36'49" |
| 10      | Mathieu Jacquet   | Francia     | 36'52" |

Squadre
| Pos.    | Squadra     | Punti |
| ------- | ----------- | ----- |
| Oro     | Turchia     | 9     |
| Argento | Stati Uniti | 29    |
| Bronzo  | Regno Unito | 30    |

## Donne seniores
Individuale
| Pos.    | Atleta                  | Nazione     | Tempo  |
| ------- | ----------------------- | ----------- | ------ |
| Oro     | Stella Chesang          | Uganda      | 37'52" |
| Argento | Emily Collinge          | Regno Unito | 38'23" |
| Bronzo  | Emma Clayton            | Regno Unito | 38'33" |
| 4       | Sarah Tunstall          | Regno Unito | 39'06" |
| 5       | Alice Gaggi             | Italia      | 39'13" |
| 6       | Kimber Mattox           | Stati Uniti | 39'31" |
| 7       | Pavla Schorna-Matyasova | Rep. Ceca   | 39'40" |
| 8       | Sabine Reiner           | Austria     | 39'44" |
| 9       | Sarah McCormack         | Irlanda     | 40'02" |
| 10      | Morgan Arritola         | Stati Uniti | 40'11" |

Squadre
| Pos.    | Squadra     | Punti |
| ------- | ----------- | ----- |
| Oro     | Regno Unito | 9     |
| Argento | Stati Uniti | 27    |
| Bronzo  | Uganda      | 28    |

## Donne juniores
Individuale
| Pos.    | Atleta            | Nazione     | Tempo  |
| ------- | ----------------- | ----------- | ------ |
| Oro     | Allie Ostrander   | Stati Uniti | 19'44" |
| Argento | Michaela Stranska | Rep. Ceca   | 20'23" |
| Bronzo  | Elsa Racasan      | Francia     | 20'31" |
| 4       | Tereza Korvasova  | Rep. Ceca   | 20'44" |
| 5       | Heidi Davies      | Regno Unito | 20'55" |
| 6       | Roberta Ciappini  | Italia      | 21'04" |
| 7       | Magdalena Dias    | Polonia     | 21'04" |
| 8       | Georgia Malir     | Regno Unito | 21'06" |
| 9       | Gulistan Bekmez   | Turchia     | 21'12" |
| 10      | Dilyana Minkina   | Bulgaria    | 21'12" |

Squadre
| Pos.    | Squadra     | Punti |
| ------- | ----------- | ----- |
| Oro     | Rep. Ceca   | 6     |
| Argento | Regno Unito | 13    |
| Bronzo  | Turchia     | 20    |

## Medagliere
| Posizione | Paese       | Oro | Argento | Bronzo | Totale |
| --------- | ----------- | --- | ------- | ------ | ------ |
| 1         | Uganda      | 2   | 1       | 1      | 4      |
| 2         | Turchia     | 2   | 0       | 2      | 4      |
| 3         | Stati Uniti | 1   | 3       | 0      | 4      |
| 4         | Regno Unito | 1   | 2       | 4      | 7      |
| 5         | Rep. Ceca   | 1   | 1       | 0      | 2      |
| 5         | Italia      | 1   | 1       | 0      | 2      |
| 7         | Francia     | 0   | 0       | 1      | 1      |